# Jung Hee Choi
Jung Hee Choi (* 1969 Soul) je jihokorejská umělkyně, působící v oblasti videa, performancí a zvukových a multimediálních instalací. Působí v New Yorku. Počínaje rokem 1999 je žákyní skladatele La Monte Younga a jeho manželky, umělkyně Marian Zazeelaové. Počínaje rokem 2002 s nimi také vystupuje (Just Alap Raga Ensemble, The Sundara All-Star Band). Je například autorkou díla Tonecycle for Blues, které s Youngem a Zazeelaovou v pozdějších letech v různých verzích uváděla. Mezi její další díla patří například Ahata Anahata, Manifest Unmanifest. Uvádí, že její dílo je značně inspirováno Youngem a Zazeelaovou.